# 阿伯丁 (爱达荷州)
阿伯丁（英語：Aberdeen）是美国爱达荷州宾厄姆县的一座城市。根据美国2000年人口普查，共有人口1,840人。